# Dala (Hörby)
Dala is een plaats in de gemeente Hörby in het Zweedse landschap Skåne en de provincie Skåne län. De plaats heeft 85 inwoners (2005) en een oppervlakte van 18 hectare.